# Juraci Gomes de Oliveira
Juraci Gomes de Oliveira (Catolé do Rocha, 19 de agosto de 1956) é um prelado brasileiro da Igreja Católica, atual bispo da Diocese de Amargosa.

## Biografia
Ingressou no Seminário dos Capuchinhos em Maceió, onde concluiu o Ensino Médio. Depois, foi transferido para Natal e, mais tarde, para Recife, onde cursou Filosofia e Teologia na Universidade Católica de Pernambuco. A formação teológica foi concluída fora do seminário. Em 1987, retornou ao seminário, ingressando na Sociedade Joseleitos de Cristo, na cidade de Tucano. Obteve a licenciatura em Matrimônio e Família no Pontifício Instituto Teológico João Paulo II, campus de Salvador.
Recebeu a ordenação diaconal em 12 de agosto de 1990 por Dom Mário Zanetta, então bispo de Paulo Afonso. Foi ordenado padre no mesmo ano, em 3 de novembro, na Igreja Matriz da paróquia Senhora Sant’Ana, na cidade de Tucano, por Dom Jackson Berenguer Prado, então bispo emérito de Paulo Afonso. Após a exclaustração da Sociedade dos Joseleitos de Cristo, em dezembro de 1991, foi incardinado na Arquidiocese de São Salvador da Bahia.
Na Sé Primacial do Brasil, foi pároco de Santa Teresa d'Ávila, de São José de Amaraina, de Nossa Senhora de Nazaré e de Santo Amaro; capelão das Igrejas de Nossa Senhora da Palma e de Nossa Senhora da Conceição da Lapa; administrador paroquial de Santo André; vigário forâneo; vigário episcopal; diretor espiritual do Seminário Maior; professor da Universidade Católica do Salvador e da Faculdade São Bento da Bahia, ambas em Salvador; moderador da Cúria Arquidiocesana; membro do Capítulo dos Cônegos, do Colégio dos Consultores e do conselho para os Assuntos Econômicos; diretor administrativo da Ação Social Arquidiocesana e até ser nomeado bispo, era o vigário-geral.
Em 31 de maio de 2023, o Papa Francisco o nomeou como bispo de Amargosa. Foi ordenado bispo em Salvador no dia 29 de julho de 2023, no Colégio Antônio Vieira em Salvador, pelo cardeal arcebispo primaz de São Salvador da Bahia, Dom Sérgio da Rocha, coadjuvado por Dom Josafá Menezes da Silva, arcebispo de Vitória da Conquista e por Dom Frei Luís Gonzaga Silva Pepeu, O.F.M.Cap., arcebispo emérito de Vitória da Conquista e vigário-geral da Arquidiocese de Olinda e Recife.